# Super Bases Loaded 3
Super Bases Loaded 3  es un videojuego de béisbol para Super NES. A diferencia de su predecesor, Super Bases Loaded, este juego es más fácil de jugar.
El juego es la séptima entrega global de la serie Bases Loaded, y tercera entrega de la serie para Super NES. La serie abarcó tres generaciones de consolas y total de ocho entregas. El original título de Bases Loaded es un juego arcade que Jaleco portó al NES. También hubo una versión de Bases Loaded para Game Boy. Solo el Bases Loaded original fue un juego arcade, y el resto de la serie fueron exclusivas para sus consolas particulares.
Hay cuatro videojuegos en la serie para el NES, Bases Loaded, Bases Loaded II: Second Season, Bases Loaded 3 y Bases Loaded 4. La serie continuó en la plataforma SNES con Super Bases Loaded, Super Bases Loaded 2, y Super Bases Loaded 3. La entrada final para la serie fue Bases Loaded '96: Double Header, lanzado para las consolas de quinta generación Sega Saturn y PlayStation.
Esta entrega es notable por ser el primer juego en la serie en tener jugadores y equipos reales. El juego fue licenciado por Major League Baseball, e incluye una lista de equipos y jugadores reales.

## Crítica
Por muchos aspectos de la jugabilidad, como el campo y corrido de bases, el juego ofrece a los jugadores la posibilidad de elegir entre control automático y manual. Por ejemplo, un jugador que opta por el control manual de los jardineros de su equipo será, cuando capture una bola mosca,  tendrá que mover el jardinero de su elección en condiciones para hacer la captura.